# Хоффстен, Луиза
Луиза Хоффстен   (швед. Louise Hoffsten; родилась 6 сентября 1965 года в Линчепинге, Швеция) — шведская певица, композитор и музыкант, работающая в таких жанрах, как рок, блюз, фолк и поп. 
Четыре песни из её шестого студийного альбома 6 (1995), "Dance On Your Grave", "Box Full Of Faces", "Miracle" и "Nice Doin 'Business", были представлены в американской премьерной мыльной опере " Melrose Place" . В 1999 году американская кантри-артистка Фэйт Хилл записала кавер на песню Хоффстена "Bringing Out The Elvis", которую Хилл включила в свой альбом, один из самых продаваемых кантри-альбомов.
В 1996 году у Луизы был диагностирован рассеянный склероз, но, несмотря на осложнения и периодические депрессии, она продолжает писать, гастролировать и исполнять музыку. 21 января 2015 года она выпустила вторую книгу « En näve grus», написанную в соавторстве с Леной Катариной Сванберг. В 2018 году она появляется на шведском реалити- шоу "Så mycket bättre", который транслируется на TV4. 

## Дискография
- 1987: Genom Eld Och Vatten
- 1988: Стигг
- 1989: да, да
- 1991: послание любви
- 1993: Ритм & Блондинка
- 1995: 6
- 1996: Kära Du
- 1999: красиво, но почему?
- 2004: Knäckebröd Blues (Ремикс и переиздание CD Blues, 1997)
- 2005: от Линчёпинга до Мемфиса
- 2007: Så Speciell
- 2009: По Андра Сидан Веттерн
- 2012: в поисках господина бога
- 2014: вывод Элвиса
- 2015: L
- 2017: Röster ur mörkret (Голоса из темноты)
- 2022: Crossing the border (Пересечение границы)

Компиляция альбомов
- 2002: Коллекция 1991–2002

Живые альбомы
- 2003: Луиза Хоффстен, живая медик Фолькоперанс Оркестер

### Синглы и EP
- 1987: «Genom vatten, genom eld» (Винил)
- 1987: «Ge upp, lägg av» (винил)
- 1988: "Längtans röst" (винил)
- 1988: "Вин Ав Фрихет" (Винил)
- 1989: «Опиум для копания» (винил)
- 1989: "Hon gör allt för dig" (винил)
- 1990: «Да, да» (винил)
- 1991: «Послание любви» (винил)
- 1991: «Теплая и нежная любовь» (винил)
- 1991: "Slowburn" (винил)
- 1993: «Все о числах» (CD)
- 1993: «Ударь меня своей любовью» (CD & Maxi)
- 1993: «Пусть победит лучший» (CD)
- 1993: «Когда синий исчез» (CD)
- 1993: «За твою любовь» (CD)
- 1994: «Бюстгальтер с подкладкой» (CD)
- 1995: "Хороший бизнес" (CD)
- 1995: «Танцуй на своей могиле» (CD)
- 1995: «Объясни это моему сердцу» (CD)
- 1995: «Целебный дождь» (CD)
- 1996: "Дет соргсна хъяртат" (CD, фут. Трио Лассе Энглунд и Эсбьерн Свенссон )
- 1997: «Kära du, jag är ju ju bunden» (CD, Promo, ft. Трио Лассе Энглунд и Эсбьерн Свенссон)
- 1999: «Нигде в этом мире» (CD)
- 2000: «Попробуй немного усерднее» (CD)
- 2000: «Огонь - это хорошо» (CD)
- 2002: «Сокеркомпис» (CD)
- 2005: «Моя любимая ложь» (CDr, Promo)
- 2005: «Заткнись и поцелуй меня» (CDr, Promo)
- 2008: «Наткнулся на небо» (CD, Promo, ft. Суло (3)
- 2013: « Только мертвая рыба идет по течению » ( CD, Melodifestivalen 2013 )
- 2018: «Lovesick» (CD)
- 2019: «Дразни меня» (CD)

## Книги, CD, DVD
другие
- 1997: Блюз (книга с записью CD)
- 1998: Tilde & Tiden (детская история, рассказанная Луизой Хоффстен)
- 2015: En näve grus (книга, написанная в соавторстве с Леной Катариной Сванберг)

саундтреки
- 1995 Женщина дома (ТВ) Ep. 8: Жена после полудня (автор: «Заткнись и поцелуй меня»)
- 1996 Barb Wire (исполнитель, писатель: "Чудо")
- 1996 The Associate (исполнитель, писатель: "Nice Doin 'Business")
- 1996 Just Your Luck (исполнитель, писатель: "Бибоп и Лулу")
- 1996 Baywatch (сезон 7) (ТВ) Ep. 1: Акула лихорадка (исполнитель, писатель: "Хороший делаешь")
- 1997 Baywatch (сезон 7) (ТВ) Ep. 12: Бакалавр месяца (исполнитель, писатель: «Выведи во мне Элвиса»)
- 1998 Baywatch (сезон 8) (ТВ) Ep. 20: Bon Voyage (исполнитель, писатель: "Бюстгальтер с подкладкой")
- 1998 Просто маленький безобидный секс (исполнитель, писатель: "Dance On Your Grave")
- Купидон 1999 (ТВ) Ep. 14: Детский час (исполнитель, писатель: «Пусть победит лучший»)
- 1999 Скоро (исполнитель, писатель: «Ударь меня своей любовью»)
- Американский Идол 2006 года (сезон 5) (ТВ) Топ 9 - Страна (писатель: «Вывести Элвиса во мне»)

## Внешние ссылки
- hoffsten.com (швед.) — официальный сайт Луиза Хоффстен